# Deder
Deder est un woreda de la région Oromia, en Éthiopie.
Le woreda compte 242 140 habitants en 2007 dont 12 967 à Deder, son centre administratif.

## Situation
Situé entre 1 200 m et  3 140 m d'altitude[réf. souhaitée] dans la zone Misraq Hararghe de la région Oromia, le woreda est bordé au sud par Malka Balo, à l'ouest par la zone Mirab Hararghe, au nord par Goro Gutu, à l'est par Meta et au sud-est par Bedeno.
Les villes principales du woreda sont Deder, Kobo et Soka.

## Démographie
D'après le recensement national de 2007 réalisé par l'Agence centrale de statistique d'Éthiopie, le woreda compte 242 140 habitants et 9,2% de la population est urbaine.
La population urbaine se répartit entre Deder (12 967 habitants), Kobo (5 665 habitants) et Soka (3 575 habitants).
La plupart des habitants (93,1%) sont musulmans.
Avec une superficie de 545,32 km2, le woreda a une densité de population de 444 personnes par km2 ce qui est supérieur à la moyenne de la zone[réf. souhaitée].